# VKバクー
バレーボール・クラブ・バクー（Voleybol Klubu Bakı）は、アゼルバイジャン・スーパーリーグに所属し、バクーを本拠地とする女子バレーボールチームである。
CEVが主催する大会ではラテン表記で「Baki Baku」と表記される。Bakiとはアゼルバイジャン語のBakıでBakuの意味で本拠地がそのままチーム名になっている。

## 概要
バクーは2010年に設立された。
アゼルバイジャン・スーパーリーグでは近年海外からトップ選手を集め多国籍軍化し強化しているクラブチームが多い。
アゼルレイル・バクー、ラビタ・バクー、イトゥサチ・バクーなどがある。

## 歴代所属選手
- レナタ・コロンボ
- イングリッド・フィッセール
- ヤネカ・ファンティエネン
- キンタ・ステーンベルヘン
- サーニャ・トマセビッチ
- ビリヤナ・グリゴロビッチ
- ナターワン・ガシモワ
- リーガン・フッド
- ビルマリー・モヒカ
- アレクサンドラ・オケンド